# Thygater hirtiventris
Thygater hirtiventris är en biart som beskrevs av Urban 1967. Thygater hirtiventris ingår i släktet Thygater och familjen långtungebin. Inga underarter finns listade i Catalogue of Life.